# نوبل جانسون
نوبل جانسون (انگلیسی: Noble Johnson؛ ۱۸ آوریل ۱۸۸۱ – ۹ ژانویهٔ ۱۹۷۸) یک هنرپیشه اهل ایالات متحده آمریکا بود.

## فیلم‌شناسی
- ۲۰٬۰۰۰ فرسنگ زیر دریا
- زندگی بنگال لانسر
- تعصب
- آدم‌کشی‌های کوچه بزرگ
- کینگ کونگ
- بن هور
- مومیایی
- کتاب جنگل
- دزد بغداد
- نویگی‌تر
- ده فرمان
- فتح
- موبی‌دیک
- افق گمشده
- شاه شاهان
- طبل‌ها با چرخش پا
- چهار مرد و یک نیت خیر
- شی
- کشتی نوح
- ماجرا
- او یک روبان زرد زد
- شکار مرگبار